# The Asylum
The Asylum (la cui traduzione letterale è "Il manicomio") è uno studio cinematografico e una casa di distribuzione statunitense che focalizza le produzioni su film a basso costo, caratterizzati da una recitazione approssimativa e scadenti effetti speciali in CGI (quindi in genere stroncati e derisi dalla critica), solitamente destinati direttamente al circuito direct-to-video o televisivo sul canale Syfy. Lo studio è molto conosciuto negli Stati Uniti per il disinvolto uso di titoli e trame che si rifanno, anche se in modo approssimativo, alle produzioni di più famosi studi cinematografici, i cosiddetti "mockbuster".
La casa di produzione è specializzata nel genere fantascientifico e catastrofico, come la serie dei film sul 2012, nonché quello horror, come la serie dei film sugli squali (Mega Shark). Un'altra caratteristica peculiare dei film targati Asylum sono i cast, formati perlopiù da vecchie star del cinema o della musica leggera.

## Storia
The Asylum fu fondata dagli ex-dirigenti della Village Roadshow David Rimawi e Sherri Strain e dal regista David Michael Latt nel 1997. La società si focalizzò inizialmente nella produzione di film low-budget per home video, solitamente di genere horror. Tuttavia non furono in grado di incontrare i favori del mercato a causa della concorrenza dei grandi studi cinematografici, come ad esempio la Lions Gate Entertainment. Nel 2005, la compagnia produsse War of the Worlds - L'invasione, un adattamento a basso costo del romanzo La guerra dei mondi di H. G. Wells, il quale nello stesso anno aveva già avuto una trasposizione cinematografica ad opera di Steven Spielberg con l'omonimo titolo del libro. Blockbuster ordinò 100 000 copie dell'adattamento dell'Asylum, una richiesta significativamente maggiore rispetto a tutti i loro titoli lanciati in precedenza, così Latt e Rimawi si trovarono a riconsiderare il loro modello di business.
The Asylum divenne famosa nel 2007 quando furono portate alla luce le somiglianze tra i titoli da loro distribuiti e quelli delle major. Ad esempio, il film Transmorphers porta una serie di analogie con il film Transformers di Michael Bay, proiettato nei cinema due giorni dopo la pubblicazione di Transmorphers. A tal proposito Latt disse: «Io non voglio abbindolare nessuno, sto solo tentando di vedere realizzati i miei film. Molti fanno tie-in tutto il tempo, solo che lo fanno in modo più sottile; un altro studio potrebbe fare un film con giganteschi robot in coincidenza della pubblicazione di Transformers e chiamarlo "Robot Wars". Noi chiameremo il nostro Transmorphers». Nel 2008, la 20th Century Fox intentò azioni legali contro l'Asylum per The Day the Earth Stopped, un film che si rifaceva a The Day the Earth Stood Still, remake del 2008 di Scott Derrickson conosciuto in Italia come Ultimatum alla Terra. Curioso fu anche il caso di Monster che uscì in homevideo tre giorni prima dell'uscita nelle sale di Cloverfield, il film cui si rifaceva.
Nel maggio 2012 Universal ha presentato una querela contro lo studio The Asylum per il film American Warships a sostegno di una violazione riguardante il titolo, che inizialmente doveva essere American Battleship, nei confronti del film Battleship. A causa di questo Asylum ha dovuto cambiare il titolo in American Warships e riassemblare il film.
Nel novembre 2012, Warner Bros., New Line Cinema, MGM e il produttore di Lo Hobbit Saul Zaentz hanno avviato azioni legali nei confronti di The Asylum per il loro film Age of the Hobbits, sostenendo una speculazione su campagna mondiale sugli imminenti film di Peter Jackson. The Asylum sostiene che il suo film è giuridicamente corretto in quanto i suoi hobbit non sono basati sulle creazioni di J. R. R. Tolkien. L'azione legale ha portato un ordine restrittivo provvisorio che impedisce all'Asylum di pubblicare il film nella data di uscita prevista. In seguito a questa restrizione, l'Asylum ha cambiato il titolo in Clash of the empires lasciando però invariata la locandina. La nuova nomenclatura del film richiama Scontro tra titani (Clash of the Titans) di Louis Leterrier. In seguito si produssero diversi altri b-movie dalla qualità piuttosto scadente, incentrata sul tema degli zombie, quali Zombeavers e Zoombies.

## Produzione
Il piano in materia dell'Asylum è generalmente di quattro mesi, partendo dalla creazione fino alla conclusione del prodotto. I tempi di scrittura della sceneggiatura vanno da quattro a sei settimane. La pre-produzione dura qualche settimana, mentre la produzione un paio di settimane. Fa eccezione Mega Piranha, il quale richiese più tempo poiché fu girato in Belize. Vengono filmate da 12 a 15 pagine di sceneggiatura al giorno.
The Asylum ha anche prodotto film con forti temi religiosi. Un esempio è The Apocalypse, inizialmente sviluppato come un semplice film catastrofico in stile Deep Impact. Latt affermò che alcuni distributori vollero che la società sviluppasse un film religioso, di conseguenza la compagnia consultò preti e rabbini per incorporare nel film elementi legati alla fede. La divisione Faith Films venne creata appositamente per distribuire titoli con questi temi. Sunday School Musical venne prodotto dopo che lo staff dell'Asylum partecipò a un seminario di marketing rivolto a un pubblico cristiano, il quale suggerì che il film perfetto sarebbe stata una versione cristiana di High School Musical.
Le produzioni dell'Asylum talvolta presentano un maggior numero di scene di sesso o violenza rispetto alle controparti degli studi famosi, poiché i film non sono in competizione con quelli ratificati con divieto PG-13 dalla Motion Picture Association of America.

## Distribuzione
Il budget abituale per una produzione dell'Asylum sta sotto il milione di dollari e solitamente la produzione si conclude nel giro di tre mesi. The Asylum non ha mai subito perdite con un film, riuscendo sempre a ricoprire i costi di produzione. I lungometraggi dello studio sono stati definiti B movie e mockbuster. Latt tuttavia preferì il termine "tie-in" a "mockbuster", affermando che le produzioni dell'Asylum, nonostante si rifacciano a film preesistenti, contengono comunque storie originali. Latt, inoltre, sostenne che lo studio pianifica le sue produzioni con l'ausilio del passaparola delle prospettive finanziarie dei prossimi film. Lo studio generalmente pubblica i film per il circuito homevideo prima della pubblicazione nei cinema dei corrispettivi film da cui attinge i temi o le storie.
Alcuni film pubblicati coinvolsero anche qualche volto noto, ad esempio, nel 2008 fu distribuito Death Racers, nel cui cast vi erano anche i membri del gruppo musicale hip hop Insane Clown Posse e il wrestler Scott "Raven" Levy. Nel 2011 è stato pubblicato Mega Python vs. Gatoroid interpretato dalle famose pop star degli anni ottanta, Debbie Gibson e Tiffany, le quali avevano già partecipato ad altri film dell'Asylum. La Gibson in Mega Shark Versus Giant Octopus insieme all'attore Lorenzo Lamas (famoso negli anni novanta per la serie televisiva Renegade), e Tiffany in Mega Piranha. Nel 2013 invece uscì il film Bigfoot dove fa capolino il celebre cantante Alice Cooper. Altri attori apparsi nei film sono stati: C. Thomas Howell, Lance Henriksen, Charlie O'Connell, Judd Nelson, Christopher Atkins, Carmen Electra, Tara Reid, John Heard, Brooke Hogan, Traci Lords, Brittany Murphy, Patricia Velásquez, Gary Busey, David Hasselhoff e Lindsey McKeon.

## Accoglienza
Rolf Potts del New York Times descrisse Transmorphers con queste parole: «Non ha nessun attore riconoscibile, nessuna attività promozionale per il tie-in e un confuso mix del suono. Inoltre può contare su degli effetti speciali a buon mercato, a differenza di Transformers, e su una sottotrama che implica delle lesbiche». Sul sito web Rotten Tomatoes risulta che l'82% dei critici ha dato un giudizio positivo sul film Sharknado, con il consenso «Con orgoglio, senza vergogna, e gloriosamente senza cervello, Sharknado ridefinisce una nuova generazione di So bad it's so good».

## The Asylum in Italia
Alcuni film dell'Asylum sono stati distribuiti in Italia da diverse case tra cui Sony Pictures Entertainment, Eagle Pictures e Minerva Pictures; inoltre alcuni titoli sono stati trasmessi da alcune pay tv, come SKY e Alice Tv, per conto di PFA Films. Nel 2010 è stato creato in Italia un fan site chiamato "Going to The Asylum", che riporta in lingua italiana notizie, recensioni e interviste. Nel marzo del 2011 il blog è stato inserito nel Blogroll del blog ufficiale della Asylum.
Dal 28 ottobre 2022 su Pluto TV è disponibile un canale di nome Pluto TV The Asylum e, sempre nel 2022, su Rakuten TV è disponibile un canale Bizzarro Movies, in cui vengono trasmessi tutti i film della suddetta casa di produzione.
Ciclicamente il canale Cielo del digitale terrestre propone maratone di film dei vari franchise Asylum.

## Lista dei mockbuster
Qui di seguito sono mostrati molti mockbuster di Asylum che si rifanno a film famosi.
Vi sono poi altri titoli che, pur non essendo considerati mockbuster, hanno delle evidenti analogie con altri film di successo. Un esempio è il film Titanic II uscito nel 2010, il cui titolo, pur non rappresentando un sequel, è un chiaro richiamo al famoso Titanic di James Cameron, oppure Bram Stoker's Dracula's Curse che ricorda palesemente Dracula di Bram Stoker nonostante il film dell'Asylum non si basi su nessuna delle scritture dell'autore ma somigli di più a film come Blade: Trinity e Van Helsing. Il film Evil Eyes presenta delle similitudini con il romanzo Shining di Stephen King, ma anche con l'anime Death Note, per cui in Giappone il film è stato rinominato Evil Note.
Alcuni film dello studio si rifanno a serie TV, come ad esempio Merlino e la battaglia dei draghi realizzato nello stesso anno della serie Merlin targata BBC; in entrambi si narrano le gesta del giovane Merlino. Il film 2010: Moby Dick è stato realizzato nello stesso periodo dell'uscita della miniserie Moby Dick con William Hurt.
Nel 2014 l'azienda ha prodotto la sua prima serie televisiva, Z Nation, che si rifà a The Walking Dead.
Nel 2016 l'azienda ha prodotto il suo primo film d'animazione: Izzie's Way Home, un mockbuster di Alla ricerca di Dory.
Nel 2019 produce anche la serie TV Black Summer, prequel della serie Z Nation andata in onda su Syfy, che sarà trasmesso però sulla piattaforma Netflix
| Distribuzioni delle Major                                                                              | Distribuzioni The Asylum                                  | Anno |
| --- | --------------------------------------------------------- | ---- |
| Freddy vs. Jason                                                                                       | Vampires vs. Zombies                                      | 2003 |
| King Kong                                                                                              | King of the Lost World                                    | 2005 |
| La guerra dei mondi (War of the Worlds)                                                                | H. G. Wells' War of the Worlds                            | 2005 |
| Il codice Da Vinci (The Da Vinci Code)                                                                 | The Da Vinci Treasure                                     | 2006 |
| Pirati dei Caraibi - La maledizione del forziere fantasma (Pirates of the Caribbean: Dead Man's Chest) | Pirates of Treasure Island                                | 2006 |
| Snakes on a Plane                                                                                      | Snakes on a Train                                         | 2006 |
| Chiamata da uno sconosciuto (When a Stranger Calls)                                                    | When a Killer Calls                                       | 2006 |
| Omen - Il presagio (The Omen)                                                                          | 666: The Child                                            | 2006 |
| Le colline hanno gli occhi (The Hills Have Eyes)                                                       | Hillside Cannibals                                        | 2006 |
| United 93 World Trade Center                                                                           | The 9/11 Commission Report                                | 2006 |
| Eragon                                                                                                 | Dragon                                                    | 2006 |
| Aliens vs. Predator 2 (Aliens vs. Predator: Requiem)                                                   | AVH: Alien vs Hunter                                      | 2007 |
| Transformers                                                                                           | Transmorphers                                             | 2007 |
| The Hitcher                                                                                            | The Hitchhiker                                            | 2007 |
| Invasion                                                                                               | Invasion of the Pod People                                | 2007 |
| Io sono leggenda (I Am Legend)                                                                         | I Am Ωmega                                                | 2007 |
| Indiana Jones e il regno del teschio di cristallo (Indiana Jones and the Kingdom of the Crystal Skull) | Allan Quatermain and the Temple of Skulls                 | 2008 |
| Death Race                                                                                             | Death Racers                                              | 2008 |
| Viaggio al centro della Terra 3D (Journey to the Center of the Earth)                                  | Journey to the Center of the Earth                        | 2008 |
| High School Musical 3: Senior Year                                                                     | Sunday School Musical                                     | 2008 |
| Ultimatum alla Terra (The Day the Earth Stood Still)                                                   | Il giorno in cui la Terra si fermò                        | 2008 |
| Land of the Lost                                                                                       | The Land That Time Forgot                                 | 2008 |
| 10.000 AC (10,000 BC)                                                                                  | 100 Million BC - La guerra dei dinosauri (100 Million BC) | 2008 |
| Doomsday                                                                                               | 2012: Doomsday                                            | 2008 |
| Cloverfield                                                                                            | Monster                                                   | 2008 |
| Transformers - La vendetta del caduto (Transformers: Revenge of the Fallen)                            | Transmorphers: Fall of Man                                | 2009 |
| 2012                                                                                                   | 2012: Supernova                                           | 2009 |
| Terminator Salvation                                                                                   | The Terminators                                           | 2009 |
| John Carter                                                                                            | Princess of Mars                                          | 2009 |
| Il messaggero - The Haunting in Connecticut                                                            | Haunting of Winchester House                              | 2009 |
| Paranormal Activity                                                                                    | Paranormal Entity                                         | 2009 |
| Jonah Hex                                                                                              | 6 Guns                                                    | 2010 |
| Sherlock Holmes                                                                                        | Sir Arthur Conan Doyle's Sherlock Holmes                  | 2010 |
| Piranha 3D                                                                                             | Mega Piranha                                              | 2010 |
| Prince of Persia - Le sabbie del tempo (Prince of Persia: The Sands of Time)                           | The 7 Adventures of Sinbad                                | 2010 |
| Paranormal Activity 2                                                                                  | 8213: Gacy House                                          | 2010 |
| Titanic (film 1997)                                                                                    | Titanic II (film)                                         | 2010 |
| World Invasion (Battle: Los Angeles)                                                                   | Battle of Los Angeles                                     | 2011 |
| I tre moschettieri (The Three Musketeers)                                                              | 3 Musketeers                                              | 2011 |
| Thor                                                                                                   | Almighty Thor                                             | 2011 |
| Paranormal Activity 3                                                                                  | Anneliese: The Exorcist Tapes                             | 2011 |
| Fast & Furious 5 (Fast Five)                                                                           | 200 MPH                                                   | 2011 |
| 11-11-11                                                                                               | 11/11/11                                                  | 2011 |
| Biancaneve e il cacciatore (Snow White and the Huntsman) Biancaneve (Mirror Mirror)                    | Grimm's Snow White                                        | 2012 |
| Spring Breakers - Una vacanza da sballo                                                                | Bikini Spring Break                                       | 2012 |
| Prometheus                                                                                             | Alien Origin                                              | 2012 |
| Paranormal Activity 4                                                                                  | 100 Ghost Street: The Return of Richard Speck             | 2012 |
| Battleship                                                                                             | American Warships                                         | 2012 |
| La leggenda del cacciatore di vampiri (Abraham Lincoln: Vampire Hunter)                                | Abraham Lincoln vs Zombies                                | 2012 |
| Lo Hobbit - Un viaggio inaspettato                                                                     | Clash of the Empires                                      | 2012 |
| Iron Sky                                                                                               | Nazis at the Center of the Earth                          | 2012 |
| After Earth Oblivion                                                                                   | AE: Apocalypse Earth                                      | 2013 |
| Pacific Rim                                                                                            | Atlantic Rim                                              | 2013 |
| Hansel & Gretel - Cacciatori di streghe                                                                | Hansel & Gretel                                           | 2013 |
| Il cacciatore di giganti (Jack the Giant Slayer)                                                       | Jack the Giant Killer                                     | 2013 |
| RoboCop                                                                                                | Android Cop                                               | 2014 |
| Pompei                                                                                                 | Apocalypse Pompeii                                        | 2014 |
| Hercules - Il guerriero (Hercules)                                                                     | Hercules Reborn                                           | 2014 |
| Maleficent                                                                                             | Sleeping Beauty                                           | 2014 |
| Fury                                                                                                   | Ardennes Fury                                             | 2014 |
| I mercenari 3                                                                                          | Mercenarie                                                | 2014 |
| The Walking Dead                                                                                       | Z Nation                                                  | 2015 |
| Avengers: Age of Ultron                                                                                | Avengers Grimm                                            | 2015 |
| Cinquanta sfumature di grigio                                                                          | Bound                                                     | 2015 |
| Mad Max: Fury Road                                                                                     | Road Wars                                                 | 2015 |
| San Andreas                                                                                            | San Andreas Quake                                         | 2015 |
| Sopravvissuto - The Martian                                                                            | Martian Land                                              | 2015 |
| Alla ricerca di Dory                                                                                   | Izzie's Way Home                                          | 2016 |
| Ben-Hur                                                                                                | In the Name of Ben-Hur                                    | 2016 |
| Independence Day - Rigenerazione                                                                       | Independents' Day                                         | 2016 |
| Suicide Squad                                                                                          | Sinister Squad                                            | 2016 |
| Ghostbusters                                                                                           | Ghosthunters                                              | 2016 |
| I magnifici 7 (The Magnificent Seven)                                                                  | Dead 7                                                    | 2016 |
| Fast & Furious 8                                                                                       | The Fast and The Fierce                                   | 2017 |
| King Arthur - Il potere della spada                                                                    | King Arthur and the Knights of the Round Table            | 2017 |
| Cars - Motori ruggenti                                                                                 | CarGo                                                     | 2017 |
| Geostorm                                                                                               | Geo-Disaster                                              | 2017 |
| Alien: Covenant                                                                                        | Alien Convergence                                         | 2017 |
| Dunkirk                                                                                                | Operation Dunkirk                                         | 2017 |
| Tomb Raider                                                                                            | Tomb Invader                                              | 2018 |
| Avengers: Infinity War                                                                                 | Avengers Grimm: Time Wars                                 | 2018 |
| Jurassic World - Il regno distrutto                                                                    | Triassic World                                            | 2018 |
| Shark - Il primo squalo (The Meg)                                                                      | Megalodon                                                 | 2018 |
| Troy - La caduta di Troia                                                                              | Troy: The Odyssey                                         | 2018 |
| Godzilla II - King of the Monsters Kong: Skull Island Godzilla                                         | Monster Island                                            | 2019 |
| Aladdin                                                                                                | Adventures of Aladdin                                     | 2019 |
| It - Capitolo due                                                                                      | Clown                                                     | 2019 |
| Midway                                                                                                 | D-Day                                                     | 2019 |
| Onward - Oltre la magia                                                                                | Homeward                                                  | 2020 |
| Fast & Furious 9                                                                                       | Fast and Fierce: Death Race                               | 2020 |
| Top Gun: Maverick                                                                                      | Top Gunner                                                | 2020 |
| Monster Hunter                                                                                         | Monster Hunter                                            | 2020 |
| Godzilla vs. Kong                                                                                      | Ape vs. Monster                                           | 2021 |